# Bassin la Mer
Le bassin la Mer est un point d'eau de l'île de La Réunion, département d'outre-mer français du sud-ouest de l'océan Indien. Il est situé à 122 mètres d'altitude sur le cours de la rivière des Roches, un fleuve côtier qui se jette dans l'océan Indien. Il est situé à la frontière des communes de Bras-Panon au nord et Saint-Benoît au sud, en amont du bassin la Paix.